# 松田良
松田 良（まつだ りょう）は、日本の作曲家、音楽プロデューサー、ボイストレーナー。

## 略歴
1973年、ノラのベース、ボーカルとしてデビュー。アルバム1枚発表。
解散後、作曲活動を始める。
NOBODYのコーラス&ベーシストを経て、1984年にソロ歌手デビュー、アルバム2枚発表。
1990年、ユニット「Face two Face」 を結成、アルバム1枚発表。
解散後は作曲家、音楽プロデューサーとして活動している。

## 主な楽曲
- ソロ時代
  - バラードが聴こえない、Deep In Your Heart 、二人の絆、モーニングムーン、昼下がりの妖精、ポッサダムール、爪が折れた週末、煙が目にしみる
- ノラ時代　　
  - 今日から君は、二人の歌、レンガ路
- Face two Face時代
  - セレブレーション、何人まで愛せるか、会いたいだけで、あの夏の風、さよならのバラード

## 提供曲
- アン・ルイス「美人薄命」「Hit and Run」「Horeてしまった」「Heaven or Hell」「いらいらさせないで」「Don't Worry神様」
- 石川ひとみ「夢回帰線」
- 石嶺聡子「FLY TO YOU」「20th Door」
- 伊藤麻衣子「Half Bitter Sweets-デザートは甘いだけじゃない-」
- 稲垣潤一「Dear John」「彷徨える街」
- 岩崎宏美「あとかたもなく」
- 宇沙美ゆかり「想い出のプラネタリウム」
- 宇都美慶子「風のエール」
- H2O「夏の海図（チャート）」「次のまがり角」
- 太田貴子「天使のミラクル/あなたに一番効く薬」
- 奥菜恵「FOURTH HAPPINESS」
- 奥田圭子「グラデイション」
- 風間杜夫「遠い記憶」「瞳のない地図」
- 柏原芳恵「4月の手紙」
- 加藤登紀子「ブルースなんか歌わない」
- 川村カオリ「Big Beat」
- 木元ゆうこ「プレイタイム」
- 倉沢淳美「愛情幾何学（ラブ・ジェオメトリィ）」「つまり友達」
- 郷ひろみ「Lost Xmas」「恋するように愛したい」
- 斉藤由貴「上級生」
- 椎名恵「I can say」「I'm all right」「恋をしよう」「Bye, My love」「夜を往け」
- 柴田由紀子「青空と休日」
- 島田奈美「12月のフェアリー」「霧のドレス」
- 新貝あやか「がまんできない」「ロンリネス」「Dear Firiend」
- Sincere「禁断の愛」
- 髙橋真梨子「遥かな人へ」「そっと…Lovin'you」「So in Love」「彼女」「帰り道を教えてよ」「涙の街角」「浪漫詩人」「多重人格」「Excuse me」「薔薇の女」「Come prima ～出逢った頃のように～」「夢一夜」「センチメンタル」「グレートブルー」「ハートブレーカー」「やさしい夢」
- 高橋美枝「ジェラシーあげます」
- 高原里絵「マリオネット・ブルー」
- 高森有紀「青いつばさ」「君のそばに」
- 中島由紀江「逢いたくて」
- 中村あゆみ「Venus」「Cry」「君が光になる時」「Only Love」
- 中村雅俊「妹よ」「俺のHEARTに訊いてくれ」「群れを離れた鳥たち」
- 中森明菜「リ・フ・レ・イ・ン」「Blue Misty Rain」
- パイレーツ「Fall in' Love」
- 原めぐみ「結婚しない女」
- 日髙のり子「スウィング」「風のマイソルジャー」「くれよんの季節」「イメージ違反」「トライアングル」「一楽章～FOR LOVE～」
- 姫乃樹リカ「ときめいて」「もっとHurry Up!」「アンバランスに抱きしめて」「涙みたいな気持ち」「Fairy Tale～おとぎ話～」「涙のパラシュート」「気ままにダンシング」「EMPTY HEART」「不思議な彼」
- ピンク・レディー「WITH」「ガラスのエレベーター」
- 藤谷美紀「君の涙ならいいよ」「いちばん輝いてね」
- 細川直美「好きになってもいいよね」
- 堀江しのぶ「ビキニ・バケーション」「BOY」「傷心」「渚のメモリー」
- 堀ちえみ「リ・ボ・ン」
- 松下丸子「トライアングル ラブレター」
- 松谷祐子「愛はブーメラン」
- 三田村邦彦「27歳」
- 南翔子「スペース・ウォーク」「渚のセパレーション」
- 持田真樹「いつだって いつだって」
- 守谷香「レディ・クレスト～扉を開けて～」「赤ずきんちゃん気をつけて」
- 諸岡ケンジ「あの日の風」
- 雪丸美歩「負けそうだよ」
- 吉田栄作「Boogie Woogie I Love You」
- 吉本新喜劇オールスターズ「あんたが主役」
- 米倉千尋「二人で歩きたい」
- 音無響子（島本須美） 「メロディー」